# Долинское поселение
Долинское поселение — остатки древнего поселения эпохи раннего бронзового века (рубеж 3-го и 2-го тысячелетия до н. э.). Расположено в курортной зоне Долинск, г. Нальчике, Кабардино-Балкарии.
Обнаружено при проведении раскопок в 1932 и 1933 годах. Археологические находки представляют из себя остатки прямоугольных жилищ со стенами из плетня, обмазанного глиной, с глинобитными полами, хозяйственными ямами и очагами. Так же были найдены орудия труда и оружие (асимметричные флажковидные наконечники стрел, вкладыши для серпов) из кремния и обсидиана, керамика (очажные подставки, крупные и мелкие сосуды с редким орнаментом «жемчужинами»). Найденные вещи указывают на связь Долинского поселения с майкопской культурой. Население занималось скотоводством, мотыжным земледелием, охотой.